# Augustomagus
Augustomagus est une ancienne cité gallo-romaine située à l'emplacement de l'actuelle ville de Senlis. D'importants vestiges de cette cité subsistent encore.

## Origines
La ville gallo-romaine fut fondée, au Ier siècle, sur le territoire d'une tribu gauloise les Silvanectes. Les fouilles archéologiques n'ont pas - jusqu'à présent - permis de mettre au jour de vestiges d'un habitat gaulois antérieur à la conquête romaine.

## Localisation
La ville romaine a été construite sur une petite colline dominant l'Aunette et la Nonette, affluents de l'Oise. Les premières mentions écrites la concernant datent du Ier siècle.
Augustomagus (magus, magos : champ, marché en gaulois ce qui  peut signifier : le marché d'Auguste) se trouvait à proximité du carrefour de la Via Agrippa de l'Océan qui reliait Lugdunum (Lyon) à Gesoriacum (Boulogne-sur-Mer) et de la voie romaine reliant Rotomagus (Rouen) à Durocortorum (Reims). Les traces de cet important carrefour ont été détruites lors des travaux de construction de l'autoroute A 1. La ville figure sur la table de Peutinger.
Au IIe siècle, Augustomagus est l'une des dix villes dites libres ou municipes de la Gaule romaine.
La ville devait posséder les monuments qui caractérisent les villes romaines : temples, arc triomphal, forum, thermes, etc. Seuls les vestiges de l'amphithéâtre nous sont connus.

## Vestiges
Des fouilles archéologiques entreprises en 1865 ont permis de mettre au jour les vestiges de l'amphithéâtre. 
L'édifice fut construit au Ier siècle. L'arène de forme elliptique a une longueur de 41 m et une largeur de 34 m, ce qui en fait l'une des plus petites connues. Les gradins ont été creusés dans la roche jusqu'à mi-hauteur, et prolongés par une structure en bois. Il permettaient d'accueillir entre neuf et dix mille spectateurs.
Au début du XXe siècle, fut dégagée l'enceinte des IIIe et IVe siècles.
L'enceinte gallo-romaine est l'une des mieux conservées de la Gaule du nord. Longue de 840 mètres. Elle était renforcée de vingt-huit tours dont quinze subsistent encore, l'ensemble a été intégré dans des bâtiments médiévaux ou plus récents. Les tours sont carrées vers l'intérieur de la ville et rondes vers l'extérieur. La muraille est haute de sept à huit mètres et épaisse de trois à quatre mètres.
L'espace délimité par la muraille gallo-romaine mesure 312 m de l'est à l'ouest et 242 m du nord au sud, et a une superficie de 6,38 ha. Trois portes et une poterne permettaient d'accéder à l'intérieur de l'enceinte.
De 1950 à 1956, André Piganiol, procéda à de nouvelles fouilles et mit au jour un important mobilier en bronze qui se révéla être un socle de statue de l'empereur Claude que l'inscription gravée dessus permit de dater de l'an 49.
Plusieurs fouilles entreprises à la fin du XXe siècle ont permis de mettre au jour des vestiges de decumanus, de murs, d'égout, d'une domus, de peinture murale et même un trésor monétaire de 36 pièces romaines mais n'ont pas permis d'établir le viaire de la cité antique ni de retrouver les vestiges d'ensembles monumentaux (forum, temple etc.).

## Déclin de la cité au Bas-Empire
Au IIIe siècle, Augustomagus devint une place militaire et s'entoura d'une muraille épaisse de quatre mètres et haute de sept à huit mètres, dotée de vingt-huit tours, pour faire face aux invasions barbares. La superficie enclose était réduite à 6,38 ha.
À la fin du IVe siècle, selon la tradition catholique, Rieul aurait évangélisé la contrée et, de ce fait, est considéré comme le premier évêque de Senlis.
Les sources écrites sur Senlis sont extrêmement rares jusqu'au Ve siècle.